# Mia Ajvide
Sonja Ingeborg Anne-Marie „Mia“ Haglund Ajvide (* 1950) ist eine schwedische Schriftstellerin.

## Leben
Sie wuchs nahe Jönköping in der Provinz Småland auf und lebt heute in Roslagen. Ajvide arbeitete ursprünglich als Lehrerin an einer Volkshochschule, lebt aber inzwischen ganz von ihrer schriftstellerischen Tätigkeit.
Sie ist verheiratet mit dem Schriftsteller John Ajvide Lindqvist.

## Werke
- "Om en flicka vill försvinna" ("Wenn Frauen verschwinden wollen"), 2008, Gedichtsammlung, erschienen im  Albert Bonniers Förlag
- "Mannen som föll i glömska", Roman, (deutsch "Der Mann, der vergessen wurde", Klett-Cotta 2014, ISBN 978-3-608-93967-5)

Gemeinsam mit ihrem Mann John Ajvide Lindqvist:
- Sulky och Bebbe regerar okej, Kinderbuch, 2012 bei Bonniers Carlsen.